# بلنغور
بلنغور (به ازبکی: Bulungur) یک منطقهٔ مسکونی در ازبکستان است که در شهرستان بلنغور واقع شده‌است. بلنغور ۲۵٬۰۰۰ نفر جمعیت دارد.